# Айософитис, Панайотис
Панайотис Айософитис (греч. Παναγιώτης Αγιοσοφίτης, 1849, метох, Эвбея — 1928, Афины) — новогреческий философ-позитивист, педагог.

## Философские взгляды
Панайотис Айософитис, подобно Петросу Браилосу-Арменису, пытался соединить идеи идеализма и реализма в одной системе в так называемом «идеальном реализме». Однако умер, не завершив попытки объединить немецкий идеализм Канта, естественные науки и позитивизм, представить их «смесь» в новой эпистемологической перспективе.
Позднее идеи позитивизма в Греции стали развивать Теофилос Вореас и Георгиос Визиинос.